# Eduardo Lonardi
Eduardo Lonardi, argentinski general, * 15. september 1896, Buenos Aires, † 22. marec 1956, Buenos Aires.
Lonardi Doucet je bil predsednik Argentine med 23. septembrom in 13. novembrom 1955.

## Življenjepis
Okoli leta 1944 je bil imenovan za vojaškega atašeja v Čilu, od koder pa je bil kmalu izgnan zaradi obtožb o vohunjenju. Nato je bil leta 1946 imenovan za vojaškega atašeja v Washingtonu, D.C., kjer je ostal več let in se nato vrnil v Argentino.
Lonardi je prevzel vodstvo Revolución Libertadora junte, ki je 16. septembra 1955 odstranila Juana Perona iz položaja predsednika. Zaradi njegovega pogajalskega in povezovalnega delovanja se je zameril liberalistični struji znotraj oboroženih sil, tako da je bil v roku treh mesecev zamenjan s tršim Pedrom Aramburom.
Nato je odšel na ZDA na zdravljenje raka, ki pa ni bilo uspešno, tako da se je vrnil v Argentino, kjer je leta 1956 umrl.